# Primo Longobardo
Primo Longobardo (La Maddalena, 19 ottobre 1901 – Oceano Atlantico, 14 luglio 1942) è stato un militare e marinaio italiano.
Pluridecorato Capitano di fregata della Regia Marina, appartenente alla specialità sommergibili, combatté durante la Guerra di Spagna e poi nella seconda guerra mondiale. Decorato con Medaglia d'oro al valor militare alla memoria.

## Biografia

### I primi anni
Nacque a La Maddalena il 19 ottobre 1901, figlio di Vincenzo ed Ersilia Culiolo.
Venne accolto dalla Regia Marina come allievo ufficiale all'Accademia navale di Livorno dal 1915 ma non partecipò alla prima guerra mondiale. Eseguì crociere di addestramento a bordo della nave scuola Amerigo Vespucci, e poi del cacciatorpediniere Nicoloso da Recco. Terminato il corso e conseguiti i gradi di guardiamarina l'8 luglio 1920, proseguì la carriera venendo nominato nel 1922 sottotenente di vascello e nel 1925 tenente di vascello, con vari imbarchi ed incarichi a terra. Nel 1929 venne inviato a Tientsin, in Cina come vicecomandante del distaccamento della Regia Marina presso la Legazione italiana, incarico che tenne fino al 1932. Frequentò poi la Scuola Comando della Marina a bordo del sommergibile H.4 e fu promosso capitano di corvetta nel 1933. I suoi imbarchi successivi, da comandante, furono dapprima sul sommergibile Fratelli Bandiera (nel 1932-33) e Sirena (nel 1934), passando poi sul Galileo Galilei dal 10 luglio 1935 e poi il Galileo Ferraris dal 26 gennaio 1937 con il quale operò in missioni speciali durante la guerra di Spagna, meritandosi la prima Medaglia d'argento al valor militare.
Nominato capitano di fregata il 1º gennaio 1938, fu assegnato all'Ufficio Sommergibili del Ministero Marina e poi al comando del 2º Gruppo Sommergibili di Napoli e quindi del costituendo 6º Gruppo Sommergibili di Tobruch (10 battelli su due squadriglie), rimanendovi dall'aprile fino al luglio 1939. Infine dal 12 dicembre 1939 divenne comandante del nuovo 7º Gruppo sommergibili di Cagliari (8 battelli su due squadriglie).

### La seconda guerra mondiale

Una foto del Regio Sommergibile Pietro Calvi in un porto imprecisato del Mediterraneo

Allo scoppio della seconda guerra mondiale, dopo aver comandato il III Gruppo sommergibili di Messina (18 battelli su cinque squadriglie), assunse il comando dapprima del sommergibile Luigi Torelli, già in Atlantico e poi del sommergibile Enrico Toti, presso la scuola di Pola. Con questi battelli effettuò diverse missioni operative in Atlantico oppure operando nel Mediterraneo, venendo citato per due volte sui bollettini di guerra.  Alla metà del 1941 fu destinato ad un incarico di terra, come Comandante della Scuola Sommergibili di Pola (XII Gruppo sommergibili).   Nell'estate 1942 venne assegnato su sua specifica richiesta di nuovo al comando del sommergibile Pietro Calvi (che era partito dall'Italia il 23 ottobre 1940 per raggiungere la nuova base operativa di Betasom a Bordeaux).
Il 2 luglio 1942 il sommergibile Calvi partì per la sua ultima missione.
Il 14 luglio si mise alla ricerca del convoglio «SL. 115» (Sierra Leone-Regno Unito con quattro unità di scorta); lo avvistò nella serata del giorno successivo ma fu rilevato dal radar delle navi britanniche, una delle quali, l HMS Lulworth (l'ex cutter della USCG Chelan da 1.500 t), lo attaccò costringendolo all'immersione rapida a 90 metri. Le tre successive scariche di bombe di profondità provocarono seri danni al Calvi, che sprofondò sino a circa 200 metri sbandato ed in via di allagamento, rischiando la distruzione: il comandante Longobardo ordinò allora l'emersione per tentare di reagire coi cannoni ed intanto allontanarsi. Il sommergibile fu illuminato dai proiettori e le mitragliere del Lulworth falcidiarono i serventi del cannone poppiero del Calvi, che reagì lanciando due siluri con i tubi di poppa, ma inutilmente; la nave inglese cercò di speronare il sommergibile e al terzo tentativo ne distrusse l'elica sinistra, bloccandolo. A quel punto, con il sommergibile immobilizzato e in fiamme ed i cannoni ormai funzionanti a fatica (solo due dei serventi del cannone prodiero, il sottotenente di vascello Villa ed il secondo capo Marchion, erano ancora illesi), il comandante Longobardo ordinò di autoaffondare ed abbandonare il sommergibile, ma fu subito dopo ucciso (assieme all'ufficiale di rotta, sottotenente di vascello Guido Bozzi) da una scarica di mitragliatrice. Poco dopo morì, colpito da una cannonata e caduto in mare, anche il comandante in seconda, sottotenente di vascello Gennaro Maffettone, che stava dirigendo il tiro del cannone poppiero, mentre sottocoperta il direttore di macchina, capitano del Genio Navale Aristide Russo, faceva aprire le valvole di presa a mare. Una scialuppa del Lulworth, con a bordo una squadra d'abbordaggio guidata dal tenente di vascello Frederick W. North, si affiancò al sommergibile e North vi penetrò, scontrandosi però con i sopravvissuti guidati dal capitano Russo che gli impedì di arrestare le manovre di autoaffondamento già iniziate; il secondo capo Pietro Bini aprì un tubo lanciasiluri e l'acqua riversatasi all'interno provocò il rapido affondamento del Calvi. Il sommergibile scomparve sotto la superficie alle 00.27 del 15 luglio, portando con sé più di metà dell'equipaggio.
Il comandante Primo Longobardo e il sottotenente di vascello Gennaro Maffettone ricevettero la Medaglia d'oro al valor militare alla memoria, mentre alla memoria del capitano GN Aristide Russo e del 2° capo Pietro Bini fu conferita la Medaglia d'argento.

### Dediche
A lui sono stati dedicati due sommergibili della Marina Militare italiana:
- Primo Longobardo, l'ex USS Pickerel;
- Primo Longobardo.

A lui è altresì dedicata la banchina di levante del molo denominato Banchina Poste del porto di La Maddalena e la Palazzina alloggi ufficiali dell'Arsenale di La Spezia. Il 20 novembre 2010, nel corso di una solenne cerimonia alle presenza di Autorità militari, civili e religiose locali, il Circolo Ufficiali della Marina Militare di Brindisi è stato intitolato alla Medaglia d'Oro al Valor Militare Capitano di Fregata Primo Longobardo.

### Periodici
- Erminio Bagnasco, Maurizio Brescia, I sommergibili italiani 1940-1943. Parte 1ª-Mediterraneo, in Storia Militare Dossier, n. 11, Parma, Ermanno Albertelli Editore, novembre-dicembre 2013.
- Erminio Bagnasco, Maurizio Brescia, I sommergibili italiani 1940-1943. Parte 2ª-Oceani, in Storia Militare Dossier, n. 11, Parma, Ermanno Albertelli Editore, gennaio-febbraio 2014.
- Pier Paolo Ramoino, La Regia Marina tra le due guerre mondiali, in Supplemento alla Rivista Marittima, CXLIV, Livorno, Stato Maggiore della Marina Militare, settembre 2011,  p. 36.
- Augusto Zedda, Medaglie d'Oro eccellenti: Primo Longobardo, in Il Nastro Azzurro, n. 4, Roma, Istituto del Nastro Azzurro, luglio-agosto 2009,  pp. 16-17.